# 시몬 러비브
시몬 러비브(영어: Simone Lahbib, 1965년 2월 6일 ~ )는 영국의 배우이다.
스코틀랜드 스털링에서 태어났다.

## 방송
- 다빈치 디몬스 시즌3
- 와이어 인 더 블러드 시즌6
- 와이어 인 더 블러드 시즌5
- 와이어 인 더 블러드 시즌4

## 영화
- 다빈치 디몬스 3 (2015년)
- 필로미나의 기적 (2013년) - 케이트 식스미스 역
- 아크 (2008년)
- 하트리스 (2005년)
- 와이어 인 더 블러드 (2002년)
- 배드 걸즈 (1999년)